# Mark Mylod
Mark Mylod es un director y productor ejecutivo de cine y televisión inglés. Comenzó su carrera dirigiendo programas de comedia como Shooting Stars, The Fast Show y The Royle Family, por los que recibió dos BAFTA TV Awards.
Después de pasar a dirigir episodios de series dramáticas (incluidas Entourage, The Affair, Game of Thrones y las versiones británica y estadounidense de Shameless), Mylod se hizo conocido por su trabajo como director y productor ejecutivo en la serie dramática de HBO Succession (2018-2023), dirigiendo 16 episodios y produciendo 37. Ganó el Emmy a la mejor dirección de una serie dramática una vez y el premio del Directors Guild of America a la mejor dirección de una serie dramática una vez.
Mylod también dirigió las películas Ali G Indahouse (2002), The Big White (2005), What's Your Number? (2011) y The Menu (2022). Todos ellos recibieron críticas mixtas o negativas a excepción de The Menu, que fue aclamado por la crítica.

## Carrera
Mylod ha dirigido varios programas de televisión en Reino Unido y Estados Unidos, muchos de ellos para la BBC. Dirigió los largometrajes Ali G Indahouse, The Big White y What's Your Number? así como las series Cold Foot, The Royle Family y Bang Bang, It's Reeves and Mortimer.
Mylod coprodujo la serie de televisión de HBO Entourage, donde también fue director habitual. Dirigiría y sería productor ejecutivo del episodio piloto de la versión estadounidense de la comedia dramática, Shameless, para Showtime. Siguió siendo coproductor ejecutivo y director frecuente de la serie.
En 2011, Mylod dirigió y fue productor ejecutivo del piloto de la serie de fantasía de ABC Once Upon a Time. Luego dirigiría el episodio piloto de la serie de televisión estadounidense The Affair en 2014. Ese mismo año dirigió los episodios 3 y 4 de la temporada 5 de la serie de HBO Juego de Tronos. Regresó al programa para la Temporada 6, donde dirigió los episodios 7 y 8 y los episodios 2 y 3 de la Temporada 7.
Mylod fue director y productor ejecutivo de la serie dramática de HBO Succession (2018-2023), dirigiendo 16 episodios y produciendo 37. Ganó dos veces el premio Primetime Emmy a la mejor dirección de una serie dramática, una por "This Is Not for Tears" y otra por "All the Bells Say", además de ganar el premio del Directors Guild of America a la mejor dirección en una serie dramática. para después.
The Menu (2022), la primera película dirigida por Mylod en 11 años, fue estrenada con gran éxito de crítica.
En enero de 2024, se anunció que Mylod sería director de la segunda temporada de The Last of Us.

## Vida personal
Mylod está casado con la diseñadora de vestuario Amy Westcott, con quien tiene cuatro hijos.

## Filmografía

### Película
| Año  | Título              | Notas |
| ---- | ------------------- | ----- |
| 2002 | Ali G Indahouse     |       |
| 2005 | The Big White       |       |
| 2011 | ¿Cuál es tu número? |       |
| 2022 | El menú             |       |

### Televisión
| Año            | Título                               | Notas                                                       |
| -------------- | ------------------------------------ | ----------------------------------------------------------- |
| 1995           | The Stand-Up Show                    | 2 episodios                                                 |
| 1995           | Shooting Stars                       | 2 episodios                                                 |
| 1996           | All Rise for Julian Clary            | 7 episodios                                                 |
| 1996           | Shooting Stars: Unviewed and Nude    |                                                             |
| 1996-2000      | The Fast Show                        | 3 episodios                                                 |
| 1997           | Phil Kay Feels...                    |                                                             |
| 1998           | Cold Feet                            | 2 episodios                                                 |
| 1998-2006      | The Royle Family                     | 7 episodios                                                 |
| 1999           | Bang, Bang, It's Reeves and Mortimer | 6 episodios                                                 |
| 1999           | The Web of Caves                     | corto de televisión                                         |
| 1999           | The Kidnappers                       | corto de televisión                                         |
| 2000           | Randall and Hopkirk (Deceased)       | 3 episodios                                                 |
| 2000           | The Dave Saint Show                  |                                                             |
| 2001           | Baddiel's Syndrome                   |                                                             |
| 2004           | Shameless (U.K.)                     | 3 episodios                                                 |
| 2006-2009      | Entourage                            | 23 episodios                                                |
| 2008           | Welcome to The Captain               | Episodio: "Weekend at Saul's"                               |
| 2009           | United States of Tara                | 2 episodios                                                 |
| 2009           | Washingtonienne                      | Episodio piloto: "Piloto"                                   |
| 2011           | Érase una vez                        | Episodio piloto: "Piloto"                                   |
| 2011-2018      | Shameless                            | 12 episodios                                                |
| 2014           | The Affair                           | Episodio piloto: "101"                                      |
| 2015           | Backstrom                            | Episodio piloto: "Dragon Slayer"                            |
| 2015           | Minority Report                      | Episodio piloto: "Piloto"                                   |
| 2015-2017      | Game of Thrones                      | 6 episodios                                                 |
| 2018-2023      | Succession                           | Director (16 episodios), productor ejecutivo (37 episodios) |
| 2020           | Amazing Stories                      | Episodio: "La grieta"                                       |
| 2025           | The Last of Us                       | Director de «Through the Valley»                            |
| Por anunciarse | Harry Potter                         | Director, productor ejecutivo                               |